# Plectania nannfeldtii
A Plectania nannfeldtii é uma espécie de fungo da família Sarcosomataceae. Os ascomas dessa espécie assemelham-se a pequenos cálices rasos de cor preta, com até 3 cm de largura, sustentados por estipes de até 4 cm de comprimento conectados a micélios pretos. Esses ascomas podem surgir isoladamente ou em grupos no solo, em meio ao material orgânico de florestas de coníferas, geralmente presos a detritos lenhosos enterrados, e são frequentemente associados ao derretimento da neve. A Plectania nannfeldtii é encontrada no oeste da América do Norte e na Ásia, muitas vezes em altitudes elevadas. Fungos semelhantes com os quais pode ser confundida incluem Pseudoplectania vogesiaca, P. nigrella e Helvella corium.

## Taxonomia
A espécie foi descrita pela primeira vez pelo micologista britânico Fred Jay Seaver em 1928, que a nomeou Paxina nigrella em sua monografia sobre os fungos da família Pezizaceae da América do Norte. Os holótipos foram coletados em 1914 em Tolland, Colorado, pelo micologista Lee Oras Overholts; coleções adicionais foram relatadas no Colorado e na Califórnia em 1930. A espécie também foi chamada de Macropodia nigrella, Helvella nigrella e Macroscyphus nigrellus.
Em 1957, Richard P. Korf transferiu a espécie para seu nome atual, alterando o epíteto específico, pois Plectania nigrella já estava em uso (sendo sinônimo de Pseudoplectania nigrella). O nome escolhido por Korf homenageia o micologista sueco John Axel Nannfeldt, responsável por avanços iniciais no entendimento desse e de outros fungos Pezizaceae. A P. nannfeldtii é classificada na seção Plectania do gênero Plectania, proposta por Korf, devido aos seus esporos elipsoides.

## Descrição

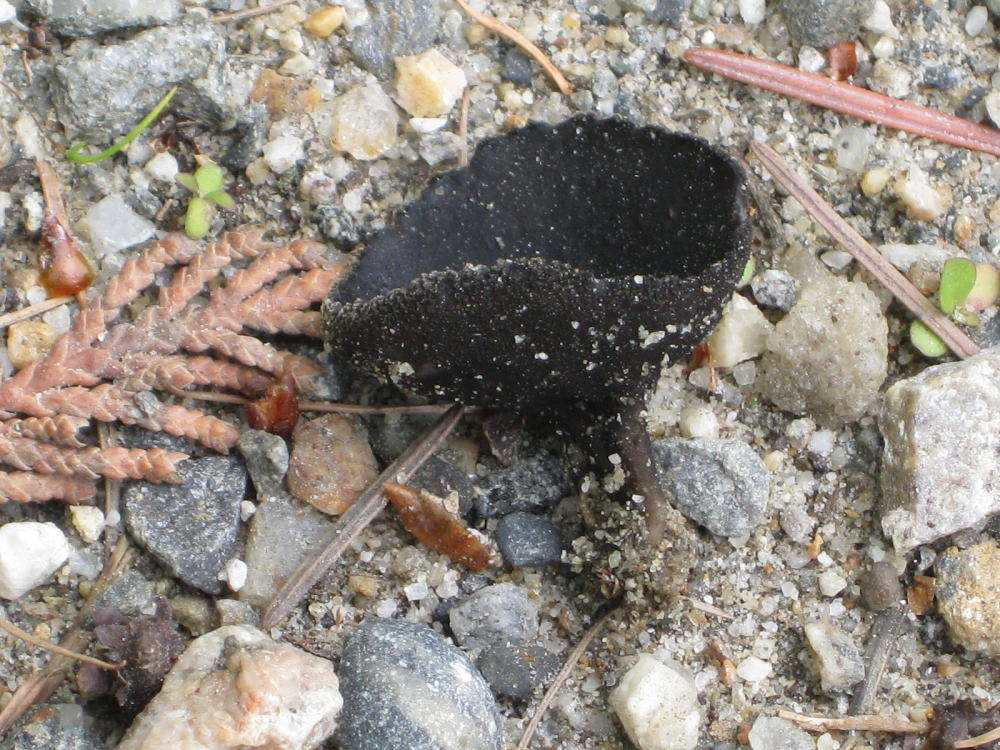
Os ascomas crescem em madeira em decomposição.

O ascoma de Plectania nannfeldtii tem formato de cálice raso e pode atingir até 3 cm de diâmetro. As bordas do copo são ligeiramente onduladas e permanecem curvadas para dentro até se abrirem amplamente quando muito velhas. A superfície externa é coberta por pelos delicados de cor marrom-escura a preta, enquanto a superfície inferior também é marrom-escura a preta. Essa superfície enruga quando o ascoma seca. A superfície interna convexa do copo contém a camada de tecido que produz esporos, chamada himênio, e é preta. O estipe é fino, podendo chegar a 4 cm de comprimento e 2–3 mm de diâmetro, afinando em direção à base. Assim como o ascoma, ele é coberto por pelos delicados marrom-escuros a pretos e tem cor semelhante à superfície externa do copo. O micélio denso e áspero na base do estipe é preto. A carne é fina e cinza-escura.
A comestibilidade dessa espécie não foi determinada.

### Características microscópicas
A esporada é branca. Os esporos são hialinos (translúcidos), elipsoides, com dimensões de 30–35 por 15 μm. Há divergências sobre a distribuição de gotículas de óleo nos esporos: Miller afirma que eles geralmente possuem duas gotículas de óleo em cada extremidade, enquanto Trudell e Ammirati dizem que os esporos "não possuem grandes gotas de óleo", e Evenson menciona que há "numerosas gotículas de óleo minúsculas". As paredes dos esporos têm finas cristas horizontais cianofílicas, ou seja, visíveis ao microscópio óptico quando coradas com azul de metila. As células que produzem esporos, os ascos, têm cerca de 500 μm de comprimento e 20 μm de largura. Os ascos são operculados, isto é, possuem uma tampa em uma extremidade que se abre para liberar os esporos. Entre os ascos, há numerosas células estéreis filamentosas marrom-escuras, chamadas paráfises, ligeiramente alargadas em uma extremidade, com 380–420 μm de comprimento por 4–5 μm de largura.

### Espécies semelhantes
Com base na aparência externa, a Plectania nannfeldtii é semelhante à Pseudoplectania vogesiaca. Embora esta última possa ser difícil de distinguir por sua superfície externa menos peluda, suas características microscópicas a identificam com mais clareza: os esporos de P. vogesiaca são bem menores, geralmente com larguras de 12–14 μm. A Helvella corium é outro fungo em forma de cálice preto que aparece na primavera; porém, possui esporos menores, margens esbranquiçadas nas bordas do copo e estipes mais curtos que os da P. nannfeldtii. A P. melastoma e P. milleri têm, no máximo, estipes curtos. A Pseudoplectania nigrella é menor, com superfície externa mais peluda, superfície interna do copo mais escura e um estipe rudimentar.

## Habitat e distribuição
A Plectania nannfeldtii é geralmente encontrada em altitudes elevadas em florestas de coníferas, crescendo sobre galhos úmidos ou outros detritos lenhosos em decomposição, frequentemente em ou perto da neve. Muitas vezes, seu desenvolvimento começa sob a neve, alcançando a maturidade à medida que a camada de neve recua e a expõe; uma fonte sugere que o calor metabólico pode ajudá-la a derreter um caminho através da neve durante o crescimento. Pode crescer isoladamente, espalhada ou em grupos, e tem preferência notada pela madeira de Picea engelmannii e Abies lasiocarpa, além de outras coníferas. Na América do Norte, é encontrada no oeste dos Estados Unidos e no Canadá, onde frutifica de maio a início de agosto; é comum na Sierra Nevada e em altitudes mais elevadas das Cordilheiras da Costa do Pacífico. Sua distribuição também abrange a China e o Japão.